# دریای درختان
دریای درختان (انگلیسی: The Sea of Trees) فیلمی معمایی درام آمریکایی به کارگردانی گاس ون سنت و نویسندگی کریس اسپارلینگ است که در سال ۲۰۱۵ منتشر شد. در این فیلم بازیگرانی همچون متیو مک‌کانهی، نائومی واتس، کیتی اسلتون، کن واتانابه و جوردن گاورایس ایفای نقش می‌کنند. کار فیلمبرداری دریای درختان از ۲۸ ژوئیه ۲۰۱۴ در فاکسبرو، ماساچوست آغاز شد و سپس برای اولین بار در جشنواره فیلم کن ۲۰۱۵ به نمایش درآمد.

## داستان
آرتور یک شهروند آمریکایی است که به خودکشی فکر می‌کند، او به این منظور راهی جنگل خودکشی معروف به «دریای درختان» می‌شود که یک جنگل اسرارآمیز پایین کوه فوجی در ژاپن است، آرتور که بهترین جا را برای مردن پیدا کرده است با مردی ژاپنی برخورد می‌کند که او هم افسرده است و قصد خودکشی دارد.

## بازیگران
- متیو مک‌کانهی
- کن واتانابه
- نائومی واتس
- کیتی اسلتون
- جوردن گاورایس